# Fatima Jibrell
Fatima Jibrell (somali : Fadumo Jibriil, arabe : فاطمة جبريل) est une militante écologiste américano-somalienne, née en 1947. Elle est la cofondatrice et directrice exécutive de l'Organisation de Secours et de Développement de la Corne de l'Afrique (maintenant Adeso), cofondatrice de Sun Fire Cooking, et a contribué à la création de la Coalition des Femmes pour la Paix.

## Biographie
Fatima Jibrell est née le 30 décembre 1947, en Somalie, dans une famille nomade,.
Son père était un marin marchand qui s'est installé à New York. Enfant, en Somalie, elle a étudié dans un internat britannique jusqu'à l'âge de 16 ans, puis elle a quitté le pays pour rejoindre son père aux États-Unis. Là, Jibrell obtient ses diplômes de l'école secondaire,.
En 1969, elle retourne en Somalie et travaille pour le gouvernement, c'est également à cette date qu'elle épouse son mari, Abdulrahman Ali Mohamoud, diplomate. Alors qu'elle et sa famille sont stationnés en Irak, Jibrell commence des études de premier cycle à l'Université de Damas dans la Syrie proche. En 1981, son mari est transféré aux États-Unis, où elle obtient son Baccalauréat universitaire ès lettres en anglais. Elle poursuit finalement avec une Maîtrise en travail social à l'université du Connecticut. Tout en vivant aux États-Unis, Jibrell et son mari ont élevé cinq filles. Elle est aussi devenue citoyenne américaine,.

## Activités écologistes
En raison de la guerre civile en Somalie, qui a commencé en 1991, Jibrell avec son mari et des amis de la famille cofondent l'organisation de Secours et de Développement de la Corne de l'Afrique, familièrement appelé Horn Relief, une organisation non gouvernementale (ONG) pour laquelle elle est directrice exécutive. En 2012, Horn Relief change officiellement son nom en Adeso (en). Alors que Jibrell prend sa retraite en tant que directrice exécutive en 2002, elle garde un rôle actif au sein du Conseil d'Administration de l'organisation et dans ses programmes en Somalie. Adeso décrit sa mission comme visant à édifier les communautés locales.
Jibrell a contribué à la création de la Coalition des Femmes pour la Paix afin d'encourager une plus grande participation des femmes dans la politique et les questions sociales,. Elle a également cofondé Sun Fire Cooking, qui vise à introduire des cuiseurs solaires en Somalie afin de réduire la dépendance au charbon de bois comme combustible.
En 2008, Jibrell écrit et coréalise un court métrage intitulé Charcoal Traffic, qui utilise un scénario de fiction pour éduquer le public au sujet de la crise du charbon de bois. Le film a été réalisé par le cinéaste Nathan Collett (en).
En 2011, Jibrell avec le diplomate australien retraité James Lindsay, a également publié Peace and Milk: Scenes of Northern Somalia, un livre de photographies sur la campagne et la vie nomades de la Somalie. L'œuvre a reçu une reconnaissance internationale de la part des organisations environnementales, y compris la Fondation Goldman de l'Environnement et Résistants pour la Terre.

## Campagne anti-charbon de bois
Par le biais de Horn Relief, Jibrell monte avec succès une campagne pour sauver les vieilles forêts d'acacias dans la partie nord-est de la Somalie. Ces arbres, qui peuvent atteindre jusqu'à 500 ans, ont été abattus pour faire du charbon de bois depuis que ce qu'on appelle "l'or noir" est très recherché dans la Péninsule Arabique, où les tribus de Bédouins de la région croient que l'acacia est sacré,. Cependant, tout en étant un carburant relativement peu coûteux et répondant aux besoins de l'utilisateur, la production de charbon de bois conduit souvent à la déforestation et la désertification. Comme moyen de résoudre ce problème, Jibrell et Horn Relief forment un groupe d'adolescents à éduquer le public sur les dommages permanents que la production de charbon de bois peut engendrer. En 1999, Horn Relief organise une marche de la paix dans la région du Puntland, dans le nord-est de la Somalie, pour mettre fin aux soi-disant "guerres du charbon de bois". En réponse aux efforts de Jibrell, le gouvernement du Puntland interdit en 2000 l'exportation de charbon de bois. Le gouvernement a depuis renforcé l'interdiction, qui a engendré plus de 80 % de baisse dans les exportations du produit.

## Prix et distinctions
Pour ses efforts contre la dégradation de l'environnement et de la désertification, Jibrell reçoit de nombreux prix. En 2002, elle est lauréate du Prix Goldman pour l'environnement, un des plus prestigieux prix en matière d'environnement.
En 2008, elle a également remporté le « prix National Geographic Society/Fondation Buffett pour le Leadership en matière de Conservation. En outre, Jibrell reçoit le prix « Champions of the Earth » 2014 du Programme des Nations unies pour l'environnement (PNUE) pour son travail pour la préservation de l'environnement.